# Cees Bol
Cees Bol (Zaandam, 27 luglio 1995) è un ciclista su strada olandese che corre per l'XDS Astana Team. Professionista dal 2019, ha vinto una tappa alla Parigi-Nizza 2021.

## Palmarès

### Strada
- 2016 (Rabobank Development Team)

Classifica generale Olympia's Tour
- 2018 (SEG Racing Academy)

5ª tappa Tour de Bretagne (Colpo > Plancoët)
Flèche Ardennaise
- 2019 (Sunweb, tre vittorie)

Nokere Koerse
7ª tappa Tour of California (Santa Clarita > Pasadena)
1ª tappa Tour of Norway (Stavanger > Egersund)
- 2020 (Sunweb, una vittoria)

3ª tappa Volta ao Algarve (Faro > Tavira)
- 2021 (Team DSM, una vittoria)

2ª tappa Parigi-Nizza (Oinville-sur-Montcient > Amilly)
- 2022 (Team DSM, una vittoria)

2ª tappa Tour of Britain (Hawick > Duns)

#### Altri successi
- 2014 (dilettanti)

Ronde van Warmenhuizen
- 2015 (Rabobank Development Team)

Criterium Heerhugowaard
Ronde van Assendelft
- 2018 (SEG Racing Academy)

Wanzele Koerse
Classifica a punti Tour de Bretagne

### Pista
- 2021

Campionati olandesi, Americana (con Yoeri Havik)

## Piazzamenti

### Grandi Giri
- Giro d'Italia

2022: non partito (14ª tappa)
- Tour de France

2019: non partito (17ª tappa)
2020: 140º
2021: 140º
2023: 149º
2024: 138º
2025: non partito (12ª tappa)

### Classiche monumento
- Milano-Sanremo

2020: 136º
2023: 57º
2024: 150º
- Giro delle Fiandre

2019: ritirato
2020: ritirato
2024: ritirato
2025: 31º
- Parigi-Roubaix

2019: 62º
2021: 50º
2023: 131º
2024: 80º
2025: 29º

### Competizioni mondiali
- Campionati del mondo

Doha 2016 - In linea Under-23: 15º

### Competizioni europee
- Campionati europei

Plumelec 2016 - In linea Under-23: ritirato
Drenthe 2023 - In linea Elite: ritirato